# Urkerbos

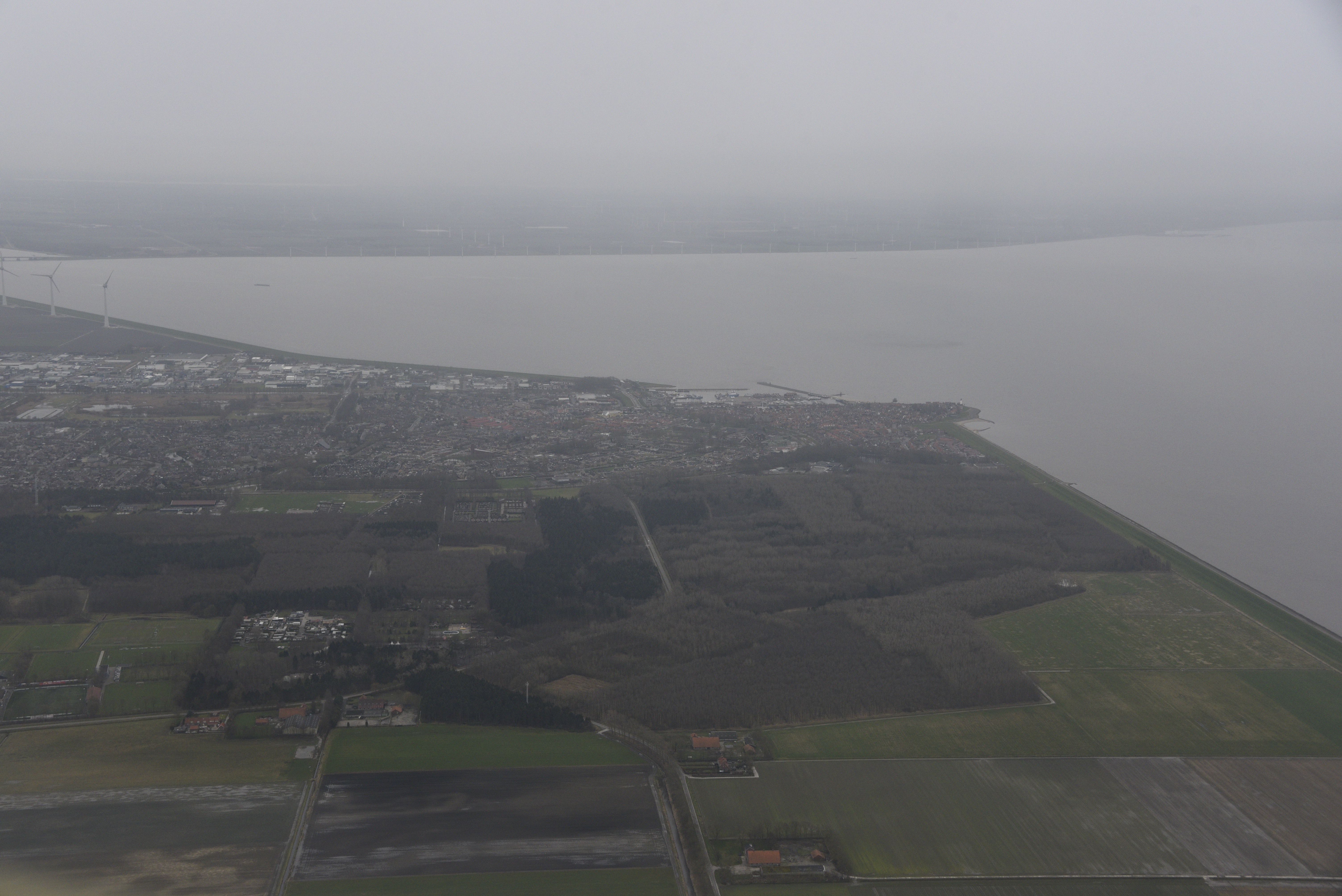
Luchtfoto van het Urkerbos

Het Urkerbos is een natuurgebied ten noorden van Urk in de Nederlandse Noordoostpolder met een oppervlakte van 230 ha.
Het bos is aangeplant in het midden van de jaren 50 op voor de landbouw minder geschikte grond. Zoals meer bosgebieden in de nieuwe polders is het rijk aan paddenstoelen. Een voor Nederland uniek geologisch reservaat maakt er deel van uit. Het gebied is in beheer bij Het Flevo-landschap.

## Geologisch reservaat
In het noordoostelijk deel van het gebied ligt het niet vrij toegankelijke geologische Van der Lijn-reservaat, genoemd naar de amateur-geoloog Pieter van der Lijn, die dit gebied in 1942 ontdekte na het droogvallen van de polder. Hier bevindt zich een morene van keileem en zwerfstenen uit Scandinavië die tijdens het Saalien in gletsjerijs naar Nederland werden gevoerd.
Het Urkerbos, de Urkervaart, en de Urker vooroever van het IJsselmeer maken deel uit van de ecologische hoofdstructuur van Nederland.

## Excursies
Het Flevo-landschap organiseert enkele malen per jaar een excursie in het gebied. Zo kan met een gids het geologisch reservaat worden bezocht en is er in het najaar een paddenstoelenexcursie.